# Midila daphne
Midila daphne là một loài bướm đêm trong họ Crambidae.